# 체적측량
체적측량은 측량학에서 특정 대상의 체적을 구하는 것으로 토공량이나 저수용량을 계산하는 데 쓰인다.

## 등고선법
등고선을 이용해 체적을 구할 수 있다. 등고선법은 각주공식, 추대공식, 양단면 평균법으로 나눈다.